# Szélpál László
Szélpál László (Szeged, 1965. augusztus 20. –) labdarúgó, hátvéd, sportvezető, újságíró. Az 1984-es ifjúsági Európa-bajnokságon győztes csapatnak a tagja.

## Pályafutása

### A válogatottban
13-szoros ifjúsági válogatott (1984–85), 12-szeres utánpótlás válogatott (1984–87), kétszeres egyéb válogatott (1987). Tagja volt az 1984-es ifjúsági Európa-bajnokságon győztes csapatnak.

## Sikerei, díjai
- Ifjúsági Európa-bajnokság
  - aranyérmes: 1984, Szovjetunió
- Magyar bajnokság
  - bajnok: 1989–90
  - 3.: 1987–88